# Odd Eidem

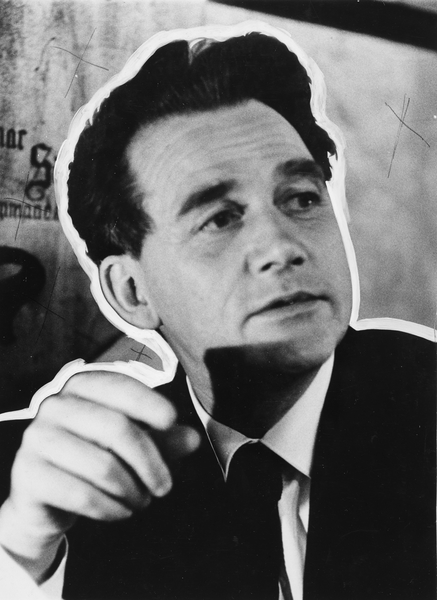
Odd Eidem

Odd Eidem (* 23. Oktober 1913 in Oslo; † 10. Juni 1988 in Nesodden) war ein norwegischer Schriftsteller und Literaturkritiker. Er veröffentlichte auch unter dem Pseudonym Justino Valente.

## Leben
Eidems Eltern waren Dorothea Serine Eidem und Gunnar Kølbel, der gemeinsam mit seinem Vater dessen Druckerei leitete. Die Eltern trennten sich, als Eidem noch ein Kind war. Er wuchs mit seinen beiden jüngeren Brüdern bei der Mutter in Hamar auf. Nach seinem Abitur begann er 1933 in Oslo ein Studium der Literaturgeschichte. Während seiner Studienzeit verfasste er Artikel für die Zeitung Hamar Arbeiderblad. 1937 veröffentlichte er unter dem Titel Diktere i landfylktighet ein Buch über deutsche Schriftsteller im Exil. Nachdem er 1938 den Magistergrad erreicht hatte, arbeitete er bis zur Invasion durch die Wehrmacht 1940 im Nansenamt. In dieser Zeit, 1939, veröffentlichte er seinen ersten Roman, Uten fane. 
Nach dem Krieg erhielt er eine Stelle als Literatur- und ab 1955 auch Theaterkritiker bei der neugegründeten Zeitung Verdens Gang. Dort war er bis 1977 tätig. Danach schrieb er von 1978 bis 1988 eine wöchentliche Kolumne für die Zeitung Aftenposten. Eidem verfasste zahlreiche essayistische und teils satirische Kurztexte, das Kinderbuch Jeppe Jansens Giraffe sowie Theaterstücke, Reiseberichte und in den 1970er- und 1980er-Jahren auch weitere Romane. 
Eidem erhielt mehrere Literaturpreise, darunter den Bokhandlerprisen 1968 für Zikzak, den Kritikerprisen 1978 für den Roman Cruise und den Cappelenprisen 1980. Ebenfalls 1980 war sein Roman Pieter og jeg für den Literaturpreis des Nordischen Rates nominiert.

## Werke (Auswahl)

### Romane
- Uten fane (1939)
- Kala (1971)
- Cruise (1978)
- Pieter og jeg (1979)

### Schauspiele
- Spillet om Bly-Petter (1947)
- Min kvinne (1956)
- Guds gjøglere (1960)